# Roxborough Castle

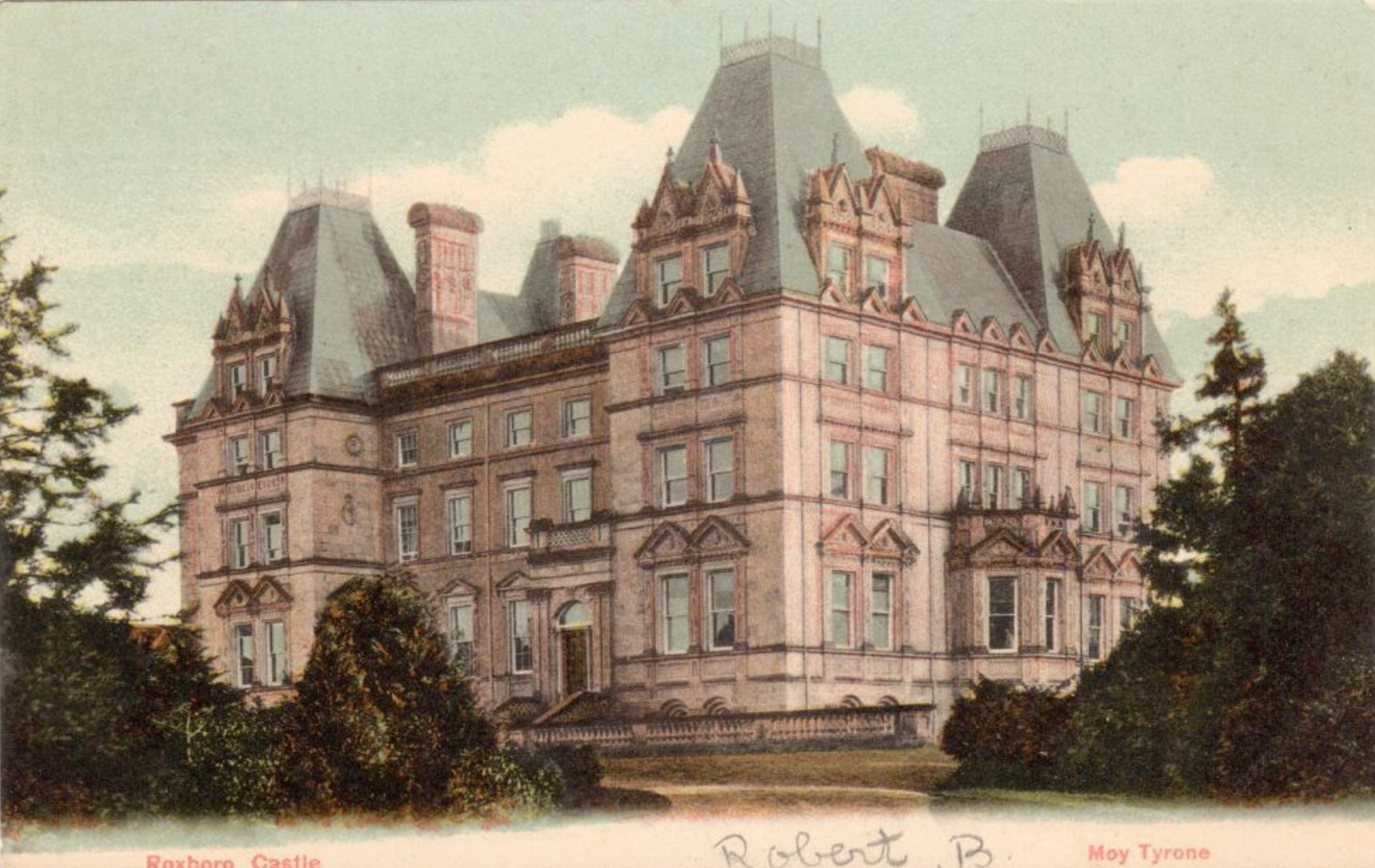
Roxborough Castle - Abbildung auf einer Postkarte vor 1918

Roxborough Castle war ein Schloss im Dorf Moy im nordirischen County Tyrone, das 1738 errichtet wurde. Zusammen mit Charlemont Fort war Roxborough Castle der Sitz der Earls of Charlemont, wurde aber 1922 von der Irisch-Republikanischen Armee niedergebrannt.
Das ursprünglich im 18. Jahrhundert gebaute Schloss wurde 1842 von Architekten William Murray für den 2. Earl of Charlemont umgebaut. Es wurden Flügel mit einem Joch und zwei Stockwerken über einem Kellergeschoss, das über gesamte Länge des ursprünglichen Blocks lief, angebaut. Sie waren in Murrays eher zurückhaltendem Italianatestil gehalten. Der ursprüngliche Block erhielt dreieckige Ziergiebel über den Fenstern und ähnliche Applikationen, sodass er zu den neuen Flügeln passte. Der Eingang wurde um die Ecke auf die Seitenfassade eines dieser Flügel versetzt. Dies wurde dann die neue Eingangsfront mit drei Jochen und einem niedrigen Portikus. Das Resultat war ein Haus im Stil eines französischen Schlosses. Schon seit 1750 gab es ein Konservatorium von Richard Turner.
Im Jahre 1864 beauftragte der 3. Earl weitere Umbauten, wobei auch einige Teile aus dem Dubliner Haus der Familie, Charlemont House, installiert wurden. Der Architekt für diesen Umbau war William Barre.